# Selenidium serpulae
Selenidium serpulae is een soort in de taxonomische indeling van de Myzozoa, een stam van microscopische parasitaire dieren. Het organisme komt uit het geslacht Selenidium en behoort tot de familie Selenidiidae. Selenidium serpulae werd in 1863 ontdekt door Lankester.